# Shinkailepas
Shinkailepas is een geslacht van weekdieren uit de klasse van de Gastropoda (slakken).

## Soorten
- Shinkailepas briandi Warén & Bouchet, 2001
- Shinkailepas kaikatensis Okutani, Saito & Hashimoto, 1989
- Shinkailepas myojinensis Sasaki, Okutani & Fujikura, 2003
- Shinkailepas tufari L. Beck, 1992